# Улус Анга Торе
Улу́с Анга́ Торе́, также Улу́с Инга́-тюра́, Улу́с Енге́-тора́, самоназвания — Улу́с Анга́ торе́ и Йе́ке Улу́с (перс. اولوس آنگا توره‎ — Ūlūs Ānġā tore, монг. Йеке Улус?, ᠶᠡᠺᠡ
ᠤᠯᠤᠰ?, «Великая империя», кырг. «Анка-төрө улусу») — независимый могулистанский улус, образовавшийся в Центральной Азии в 1370-х годах в период раздробленности Могулистана и походов Тамерлана на Могулистан. В историографии улус был назван по имени кыргызского правителя — Анга-торе. В 1389 году улус был ликвидирован Тамерланом.
Улус Анга Торе был одним из многих крупных могульских улусов-владений, получивших относительную самостоятельность в период феодальной раздробленности в Могулистане 1370—1380-х годах.

## История

### Предыстория
В мае 1365 году войска Тамерлана и эмира Хусейна потерпели поражение в крупном сражении около Ташкента. После этой победы Ильяс-Ходжа-хан направился осаждать Самарканд, а эмиры Хусейн и Тамерлан, бросив город на произвол судьбы, бежали за Амударью. Но горожане во главе с сербедарами оказали упорное сопротивление могулам. Завоеватели долго осаждали Самарканд, но не смогли его взять.
В это время в лагере могулов распространилась конская чума, от которой погибли столько лошадей, что на четырёх всадников не осталось и одной лошади. Ильяс-Ходжа-хан вынужден был снять осаду Самарканда и уйти, ограничившись разграблением его окрестностей. Эта неудача хана ещё больше усилила недовольство ханом среди эмиров, кочевой знати Могулистана, которые стремились быть самостоятельными владетелями. Камар ад-Дин в 1365/1366 годах внезапно напал на ставку Ильяс-Ходжа-хана и убил его, умертвив также 18 членов семьи хана, преследовал он и его сторонников.
Камар ад-Дин назначил правителем Могулистана своего старшего брата Шамс ад-Дина. Но многие эмиры, кочевая феодальная знать не хотели подчиняться человеку из не ханского рода. Эмиры отдельных племён стремились быть самостоятельными владетелями улусов и вели борьбу с узурпатором престола. Например, Хаджи-бек выступал против Камар ад-Дина и его сторонников.

### Поход Анга-торе в Мавераннахр
К концу 1380-х годов в Могулистане образовалось несколько самостоятельных владений тюрко-монгольских племён: булгачи, баарын, аркенут, меркит и другие во главе со своими вождями. Камар ад-Дин потерял реальную власть в Могулистане и ушёл в Золотую Орду к Тохтамышу, чтобы при его помощи вести борьбу с Тамерланом. В это время на политическую арену выходит Анга-торе, племянник эмира Хаджи-бека.

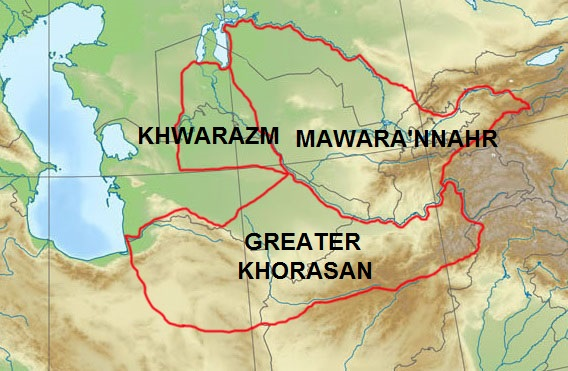
Территория Мавераннахра на карте

В конце 1387 года он с двадцатью тысячами всадников вторгся через Сайрам и Ташкент в Фергану. Умар-шейх отступил и укрылся в крепости Узген. Тамерлана в это время в Мавераннахре не было, он был занят походом в Персию. В сражении с правителем Ферганской долины Умар-шейхом Анга-торе одержал победу, захватил «добычу без числа и счёта», затем пошёл к Самарканду и разграбил окрестности города. Под Бухарой также произошло сражение. Тимур срочно прибыл из Персии, Анга-торе вернулся в Могулистан. Анга-торе действовал в Мавераннахре в союзе с Тохтамышем.

### Отношения с соседними государствами

#### Отношения с Могульскими улусами

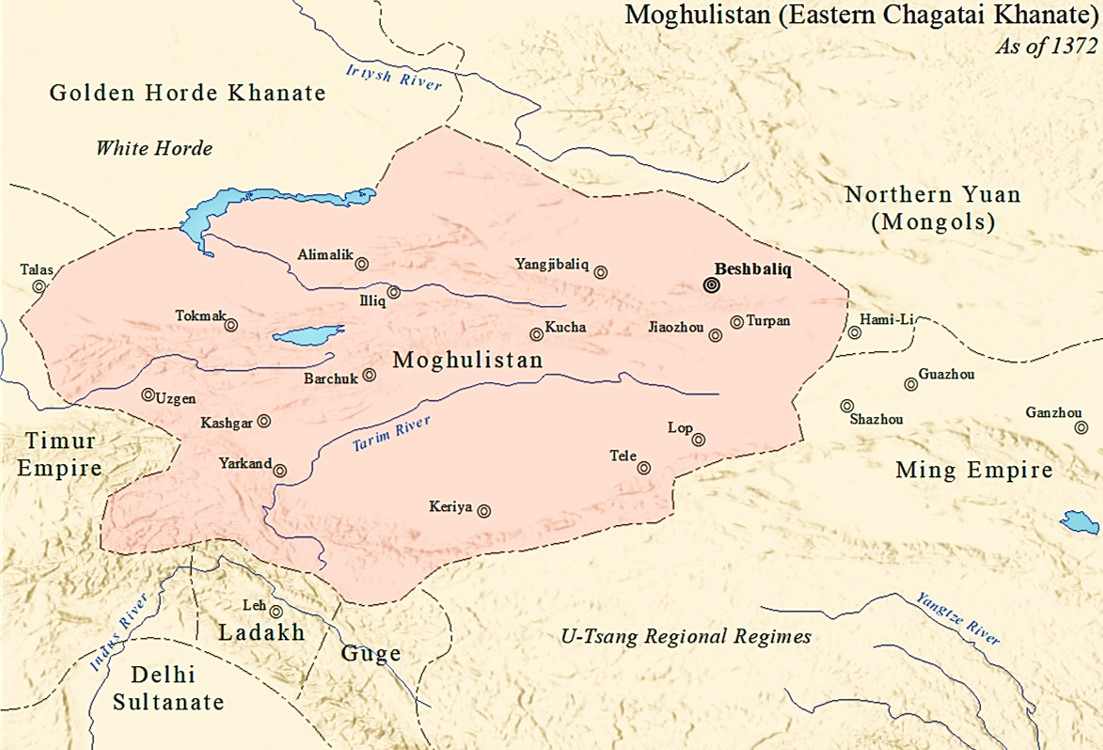
Могулистан в 1372 году.

По сведениям тимуридских и других сочинений, в 1370—1380-х годах в Могулистане было несколько фактически не зависящих друг от друга владений (улусов): кроме основного улуса Камар ад-Дина самостоятельными были владения вождей племён булгачи, баарын, аркенут, обособился улус Анга-торе и др.
Улус Булгачи являлся союзным и располагался между Или-Иртышом, охватывая районы Алтай-Нуур и Тянь-Шаня. Вероятно, власть Анга-торе распространялась и на улус Булгачи.
Улус Камар ад-Дина был враждебным. По мнению Т. Акерова, борьба кыргызов с Камар ад-Дином произошла после того, как последний убил законного могульского хана Ильяс-Ходжу, что открыло вождю дуглатов прямой путь к политическому господству в регионе. Кыргызы своевременно не дали захватить власть в Могулистане Камар ад-Дину и его сподвижникам (дуглатам). С этого времени кыргызы активно включились в борьбу за господство в Могулистане. В Маджму ат-Таварих Камар ад-Дин является сыном Жолоя, правителя калмаков, после смерти которого его провозглашают ханом. Не исключён вариант, что Жолой на самом деле сын Камар ад-Дина, либо это его «языческое имя».

#### Отношения с Империей Мин

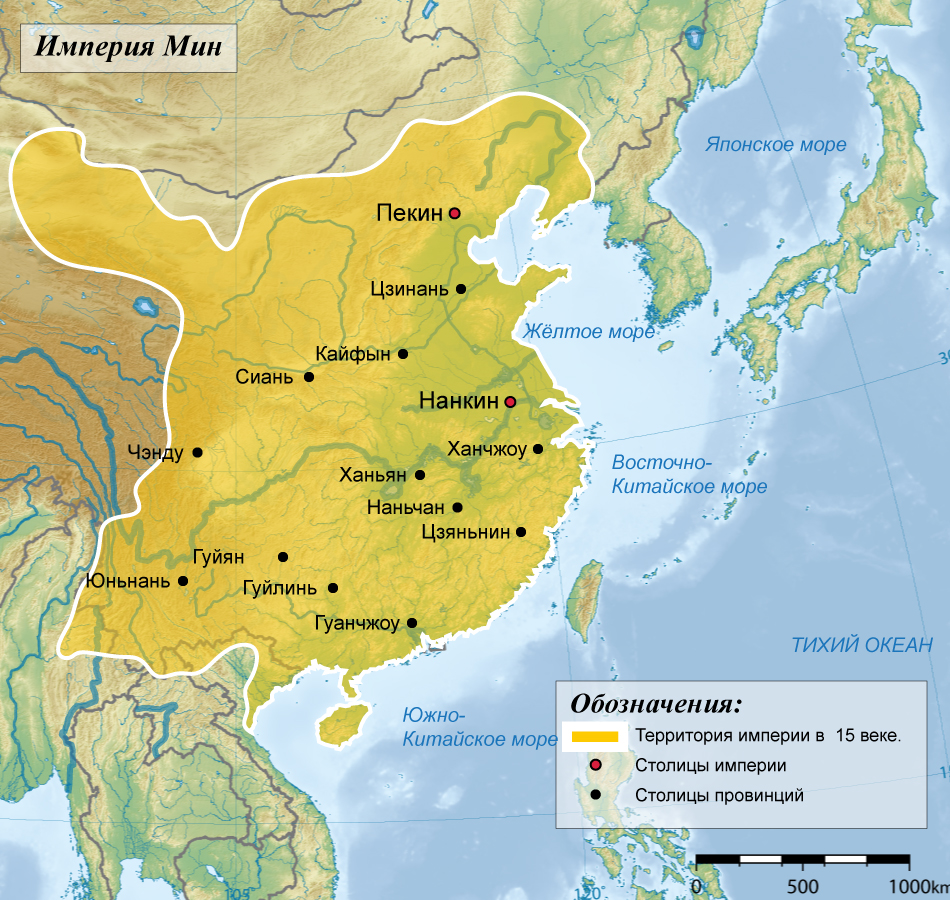
Империя Мин в XV веке.

Анга-торе унаследовал от своих предков право управлять могульским народом, которое Чингисхан передал Чагатаю. Он хотел облегчить прибытие и отъезд послов и торговцев, чтобы иметь политические и экономические отношения с империей Мин. Он надеялся заручиться сотрудничеством со стороны императора Хунву, чтобы Гунашири-онг мог прийти в его страну через Хами, поэтому, 6 ноября
1388 года он отправил письмо в Китай.
Империя Мин открыла караванную торговлю в Могулистан, значительно обогатив могулов, которые собирали зякет с прибыльной торговли Великого шёлкового пути. Эта торговля открыла эру экономического и культурного обмена с Китаем в обмен на то, что государство приняло (как считала Мин) статус данника Мин.

#### Отношения с Золотой Ордой

Золотая Орда в 1389 году.

В XIV веке в Могулистане столкнулись интересы двух крупных держав Центральной Азии — Золотой Орды и Империи Тимуридов. Тохтамыш-хан вёл активную политику против усиления Тамерлана и поддерживал могулистанских предводителей Анга-торе, Камар ад-Дина и других. Союз с Тохтамышем поднял авторитет Анга-торе в регионе. Анга-торе выступал против слабой центральной власти туглуктимуридов, которые не могли дать достойный отпор экспансии Тамерлана.
Анга-торе и Тохтамыш-хан договорились, чтобы земли от Ташкента до реки Итиль были под влиянием хана Улуса Джучи, а территории от Кашгара вплоть до горы под наименованием «Могол» подчинялись Анга-торе. Анга-торе был значимой фигурой, вовлечённой в политические действия и дипломатические договорённости с другими правителями, такими как Тохтамыш.

#### Отношения с Империей Тимуридов

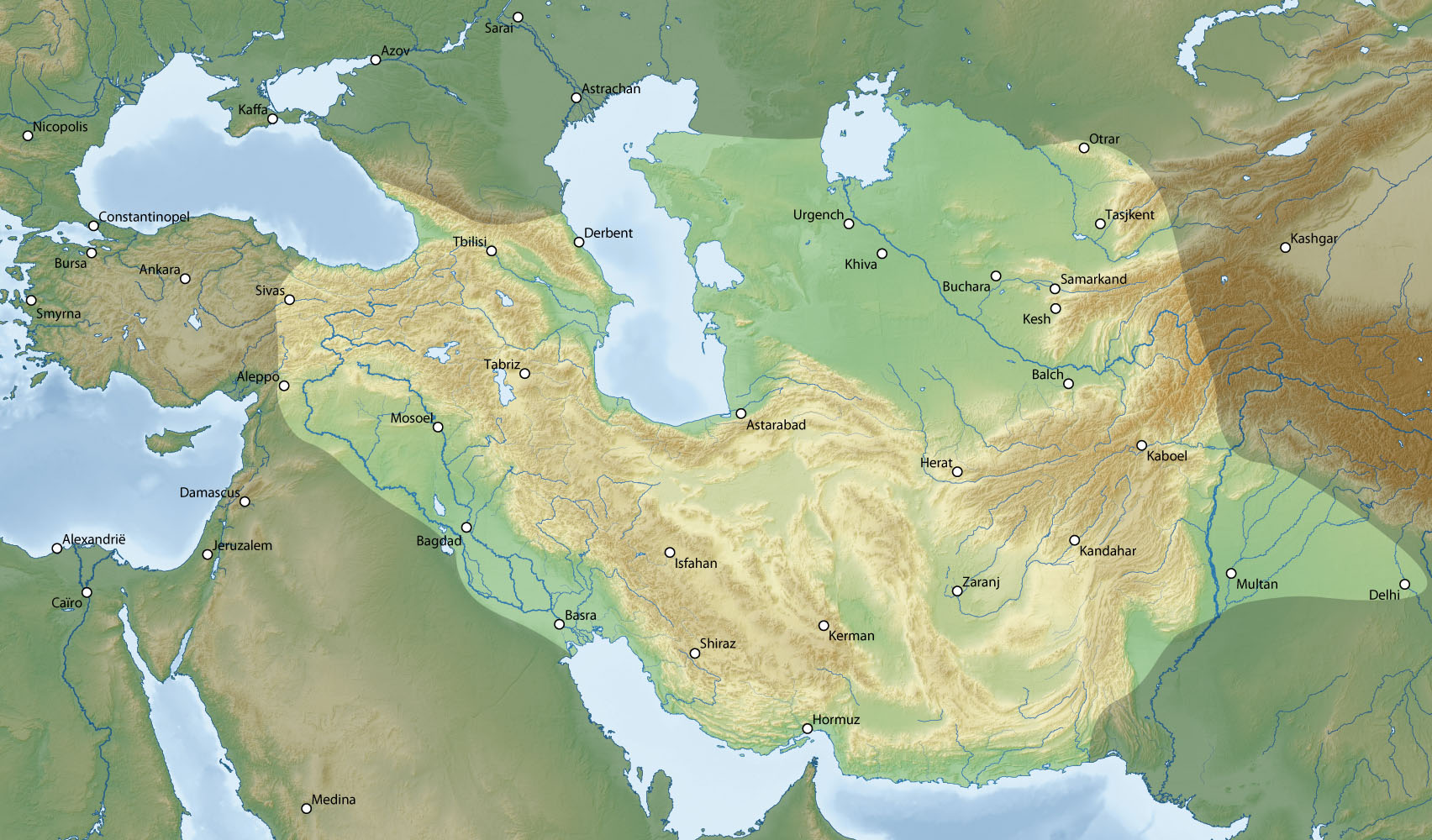
Карта Империи Тимуридов на пике могущества.

Отношения между могулами и чагатаями были враждебными. Взаимные набеги кочевой феодальной знати, как могулистанской, так и мавераннахрской в 70—80-х годах XIV века, несли тяжёлые бедствия населению этих регионов. К концу 1380-х годов сложилась коалиция правителей Могулистана и Белой Орды против Тамерлана, в которую входили Анга-торе, Тохтамыш, Камар ад-Дин и Хизр-Ходжа. Этот политический союз способствовал объединению разрозненных сил населения Золотой Орды и Могулистана против попыток Тамерлана поставить в зависимость население этих регионов, помешать закреплению хозяйственной и политической независимости государств на территории Восточного Дешт-и Кипчака, Семиречья и Тянь-Шаня.

### Борьба за гегемонию в Могулистане
Походы Тамерлана против Камар ад-Дина, продолжавшиеся более десяти лет, привели к полному разрушению власти Камар ад-Дина, и в результате появились новые кандидаты, борющиеся за захват гегемонии над Могулистаном. Одним из этих кандидатов был Анга-торе, который отправил письмо императору Хунву в 1388 году. Текст письма:
Императору Великого Мина, который находится высоко наверху. Это письмо от нас, Намун-гуркана и Энгке-Тура-батура.
Сначала монгольский народ, который по приказу Чингис-кахана, повелителя империи, был отдан в удел господину Чагатай-кахану, чтобы они могли следовать за ним, он организовал их и вверил управление ими нашим предкам.
С тех пор и по настоящее время наши семьи, постоянно охраняемые Небом, точно так же, как и раньше, управляют ими [могулами]. В настоящее время, если император окажет благосклонность, в тот момент, когда основы великой империи, на высоте, так сильно соприкасаются, пусть указом Кахана будет решено, согласно обычаям, послать своих послов и гонцов, чтобы открыть дороги и шоссе для своих купцов и торговцев, и чтобы принц [онг] Гунашири постарался организовать свой переход через Камиль [Хами] и [этой мерой способствовать организации] основы великой империи. Наш мемориал мы написали в новый восьмой день первого месяца зимой года дракона, когда мы находились в Кала [Кара]-деле.
В письме Анга-торе и Намун-гуркан просили императора династии Мин не только о приглашении Гунашири, но и в установлении дружественных отношений между империей Мин и Могулистаном (или улусом Анга-торе). Письмо было написано в духе равноправных отношений. В письме также говорилось, что два аристократа унаследовали право управления могулами, закреплёнными за Чагатаем. Они называли свою страну «Великой империей» (Йеке Улус).
Вскоре после изгнания Камар ад-Дина среди могулов появились два могущественных предводителя. Одним из них был эмир Худайдад из дуглатов, другим был Анга-торе из аркенутов, согласно сообщению Йазди, Анга-торе был племянником Хаджи-бека, который был вождём аркинутов во время правления Туглук Тимура и Ильяс-Ходжи.
Самый крупный и последний поход Тамерлана на Могулистан был неизбежен и состоялся в 1389 году. Его решение было мотивировано формированием антитимуридского фронта. Камар ад-Дин вновь появился в союзе с Тохтамышем, они угрожали границам по Сырдарье. Это новая угроза была почти синхронной с нападением Анга-торе в 1387 году. Тамерлан скорее всего, чувствовал себя окружённым враждебными державами на севере и востоке, собравшие грозные кочевые войска. Он решил нанести удар сначала по могулам во главе с Анга-торе, а затем по Тохтамышу, хану Золотой Орды.
Все политические обстоятельства, окружавшие Центральную Азию в 1388 году, привели к неизбежному и полномасштабному нападению Тамерлана на Могулистан. С одной стороны, внутренняя ситуация в Могулистане, к сожалению, была неподходящей для отражения такого нападения. Племена Могулистана были убиты и рассеяны из-за гражданских войн и непрекращающихся вторжений Тамерлана, и племена не могли оказать согласованное сопротивление внешней угрозе. Более того, около двух десятилетий после убийства Ильяс-Ходжи, среди могулов не было хана. Поэтому, чтобы сплотить племена Могулистана, первое, что им нужно было сделать, это поставить хана как символ политического объединения. Ни Худайдад, ни Анга-торе не могли претендовать на звание хана, но они могли стать создателями царей. Поэтому им пришлось найти и пригласить одного из чингизидов. Было чрезвычайно важно проявить инициативу в этом вопросе, поскольку время решало их дальнейшую карьеру, а также судьбу их племён.
Худайдад и Анга-торе нашли двух разных кандидатов. Первый нашёл Хизр-Ходжу, который был единственным выжившим сыном Туглук Тимура. Анга-торе не повезло, но он услышал, что некий Гунашири, потомок Чагатая, бродил в Северной Монголии. Поэтому Анга-торе решил пригласить его и отправил письмо императору Хунву, подписанное совместно с Намуном, носившим престижный титул «гуркан» и должно было должным образом оценено двором Мин, чтобы облегчить приезд Гунашири в Могулистан. Однако Гунашири не смог приехать в Могулистан.

### Поход Тамерлана
Причиной этого стал поход Тамерлана в Могулистан в 1389 году и поражение Анга-торе. Сам Тамерлан принял командование 120-ти тысячным войском и предпринял полномасштабное наступление на кочевое население улуса Анга-туры.

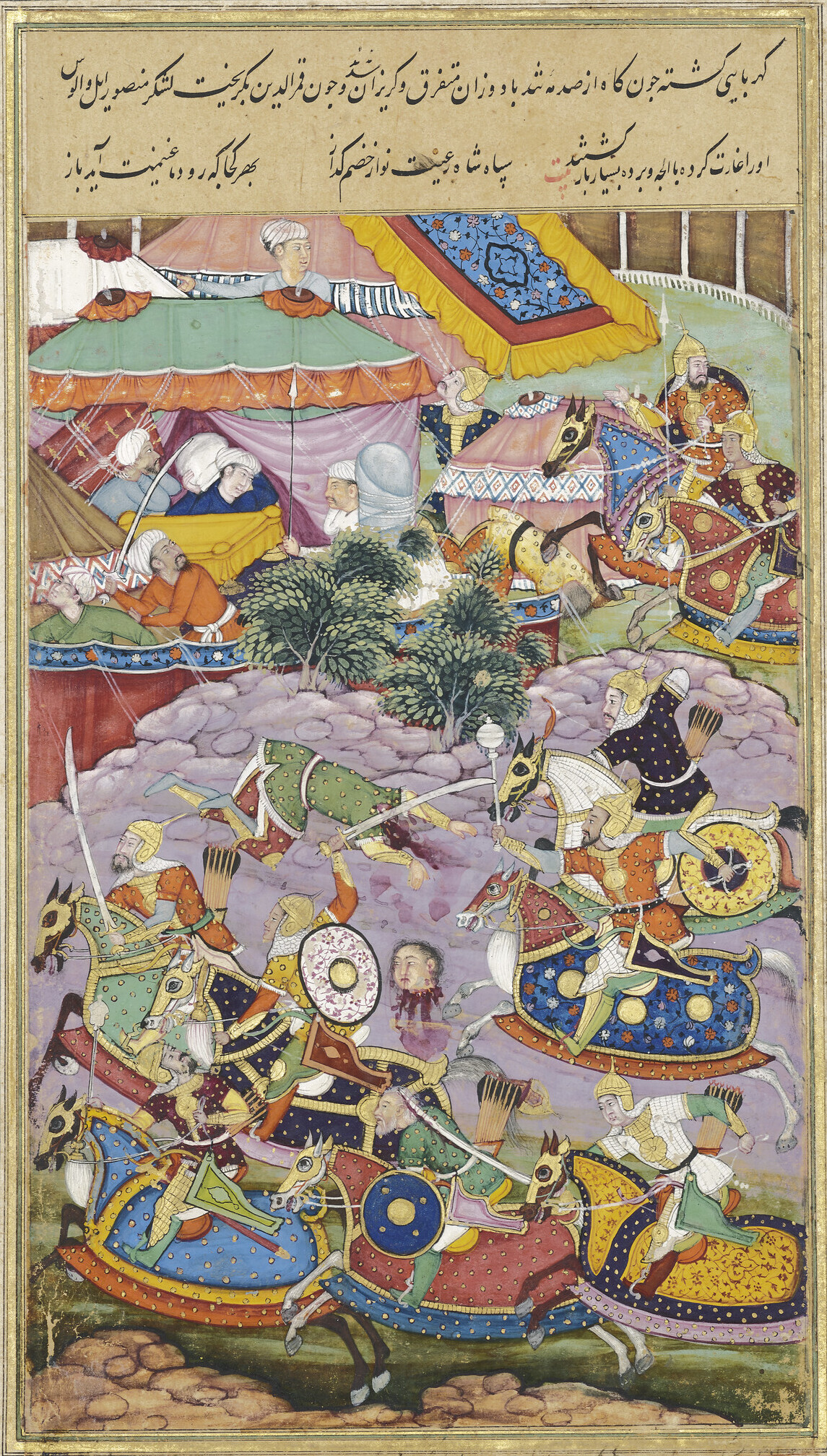
Битва Тамерлана с войсками Могулистана

В 1388—1389 годах Тамерлан хотел выступить против Тохтамыша, но эмиры и военачальники советовали ему: «Правильнее [было бы], если бы мы сначала пошли на Инга-тюрю и устранили бы его зло, а затем направились бы в сторону узбеков». Он согласился с ними и, разделив своё войско на тридцать отрядов, направился на восток. Этот поход Тимура был самым разрушительным, его воины проникли в глубь Могулистана вплоть до Чёрного Иртыша, вслед за бежавшими кочевниками.
Захваченных в плен могулов Тамерлан отправил в Мавераннахр, разделив их на курени, переправил и награбленную добычу. Отрывок из Маджму ат-Таварих, описывающие эти события:
Сахибкиран, захватив улус Анга-торе, пленив сотню семейств значимых могулов, увели в Самарканд. Четыре тысячи из них отправили в лес Мазандарана. Ещё одну тысячу семейств из могулов отправили в Ларстан. Десять тысяч семейств, бежав, ушли в Булгар. Жетикашка-кыпчак попал в плен. Хызыр-ходжа Чагатай, Акмат-ходжа, Дамбур-буга попали в плен. Алусу Ялгачи приказали отправиться к Ак Огулу. Он, придя туда, вступил в сражение. Салусбек Булгачы попал в плен. Охотники с беркутами, с соколами и другие охотники тоже попали в плен. Четверо сыновей Отуз Огула — Адина, Мункуш, Карабагыш, Тагай тоже попали в плен. Всех их вместе с войском отправили в Самарканд. Анга-торе с Давлатияр кыпчаком бежали в горы Тениза.

### Освобождение пленных
Сайф ад-Дин Аксикенди в своей книге упоминает о посольстве, отправленном со стороны «правителя Могулистана» Анга-торе и предводителей кыргызов и могулов к Тамерлану для освобождения попавших в плен сородичей во время похода полководца в Могулистан. Посольство возглавлялось Мавлоной Азамом. Отрывок из «Маджму ат-Таварих»:
Затем Мавлона А‘‘зам потребовал освободить пленников. Освободив из плена Жетикашку, Акматбека, сына Анга-торе, Дамбурбугу, Салусбека Булгачи, Кийикчи, Буркутчи, Кушчу, сыновей Отузуула: Адыгине, Мунгуша, Карабагыша, Тагая, отдали Мавлоне А‘‘заму. От него потребовали могулов. Амир Тимур Сахибкиран попросил Мавлону А‘‘зама оставить их. Саид ответил так: «Могулы являются мюридами моих предков. Они достались мне от них по наследству. До тех пор, пока я их не заберу, я не уйду из Самарканда». В конце концов, не найдя выхода, также отдал их Мир Саиду Джалилу. Саид, переселив пятьсот семейств могулов, отправился в Касан, пробыв много дней в Касане, оттуда ушёл в Ширкент, Анга-торе, прибыв, встретился с Азирет-и Саидом. Давлатияр, придя, увидев Жетикашку, был очень доволен. После этого Анга-торе, получив разрешение, переселив могулов, отправился в Атбаши, Арпу и Язы.
По информации Сайф ад-Дина Аксикенди, в результате посольства освободили из плена: Жетикашку, Акматбека, сына Анга-торе, Дамбурбугу, Салусбека Булгачи, Кийикчи, Буркутчи, Кушчу, сыновей Отузуула: Адыгине, Мунгуша, Карабагыша, Тагая. Важность данной информации заключается в том, что Сайф ад-Дин Аксикенди, упоминая об этом событии, показал существование у кыргызов ещё в XIV веке правого и левого крыла и ичкилик.

## Территория

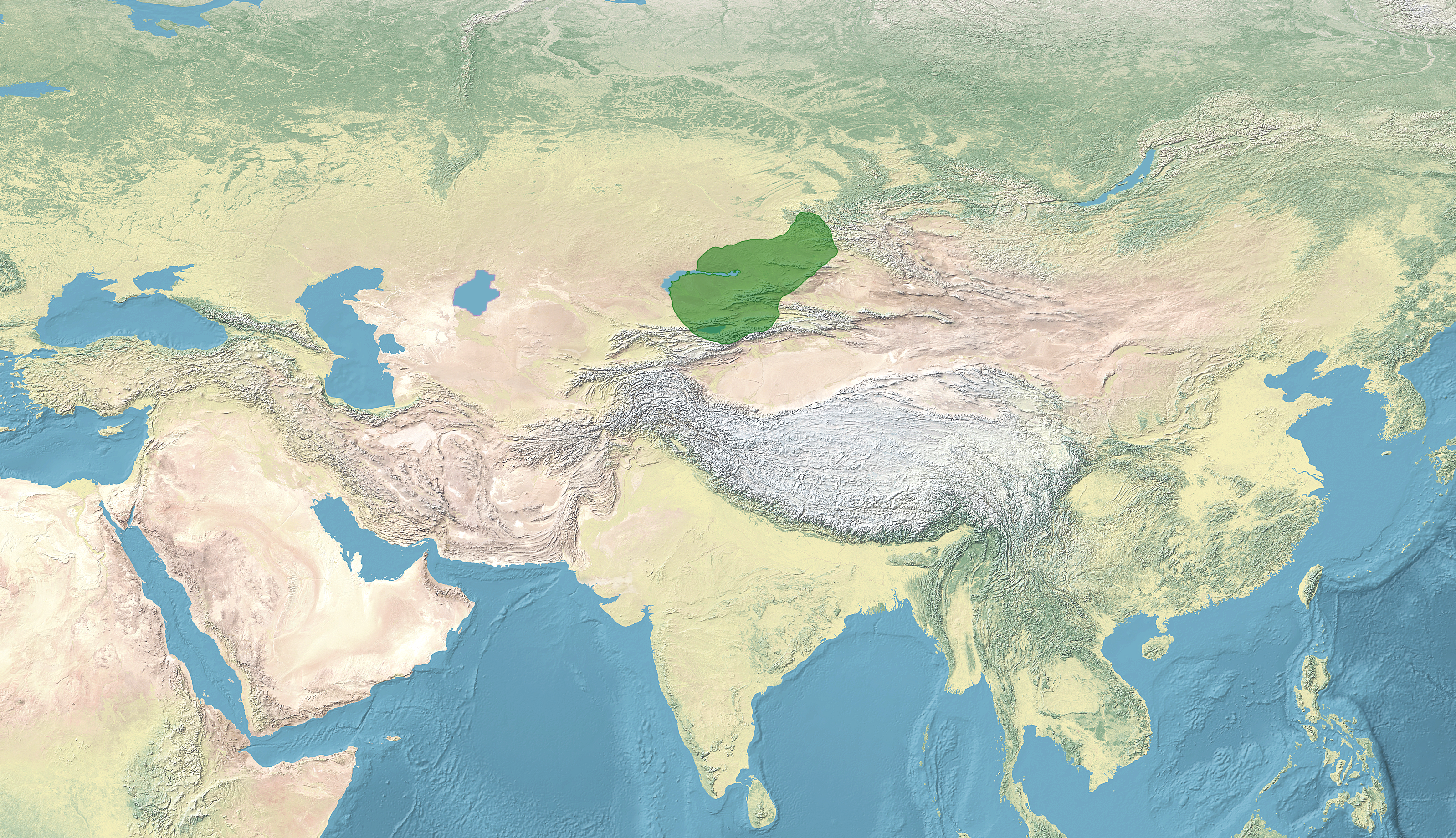
Территория подконтрольная Анга-торе (без учёта улуса Булгачи), консолидировавший в своём улусе племена Семиречья и Алтая.

Сайф ад-Дин Аксикенди в «Маджму ат-Таварих» описал улус Анга Торе в качестве одного из основных владений Могулистана. Анга-торе консолидировал вокруг себя чериков, кыргыз-кыпчаков, кыргызов, канглов, кераитов и другие племена Алтай-Тяньшаньского региона.
По мнению кыргызского историка, кандидата исторических наук Т. Акерова, Анга-торе образовал свой улус на западе от средневековой области Каркырахан, между реками Или, Чёрным Иртышом и Караталом. Союзный ему кыргызский улус Салучи-Булгачи располагался между Или-Иртышом, охватывая районы Алтай-Нуур и Тянь-Шаня. Согласно КНЭ , улус Анга-торе занимал территории от реки Или до Тарбагатая.

## Население
Т. Акеров отмечал, что в формировании улуса Анга Торе важную роль сыграли кыргызы, кераиты, канды, кыпчаки (области Каркыра), черики, бахрины, онгуты и др. Позже, бахрины и черики вошли в состав правого крыла кыргызских племён. Благодаря союзу с Тохтамыш-ханом, улус Анга Торе усилился. Благородное происхождение Анга-торе давало ему возможность собрать вокруг себя множество племён Семиречья и Алтая. Анга-торе имел популярность среди алтайских и тяньшаньских кыргызов, канглов, кераитов, кыргыз-кыпчаков, онгутов (нойгутов), чериков, монолдоров и др.
Анга-торе и кыргызы представляли одну из главных политических сил на Тянь-Шане и всегда держались вместе. Кыргызы составляли одну из главных политических сил в составе улуса Анга Торе. Кыргызы принимали участие в походах Анга-торе в Мавераннахр в 1387 году. Судя по Маджму ат-Таварих, Ак Огул, Ку Огул, Отуз Огул, Салусбек Булгачи, Адыгине, Мунгуш, Карабагыш, Тагай — это родственники Анга-торе. Все кыргызские племена входили в состав улуса Анга Торе в Могулистане.

## Этническая принадлежность
К. И. Петров одним из первых назвал улус Анга Торе кыргызским. По его мнению, черики были кыргызским объединением. Он писал: «Большая часть кыпчакско-кыргызской группы была насильно переселена на Тянь-Шань и входила в улус Анга Торе Бай Мурат Черика, который был главой племени чериков, возглавлял кыргызско-кыпчакское объединение». Он полагал, что предки кыргызов этого улуса мигрировали из Енисейско-Иртышского междуречья в XIII—XV века. Касаясь проблемы формирования кыргызского этноса, он отмечал значительную роль кимако-кыпчакских родов, переселившихся из Или-Иртышского междуречья.
К. И. Петров называл Анга-торе главой самостоятельного «крупного государственного объединения или улуса», существовавшего с 70-х по 90-е годы XIV века в «Или-Иртышском междуречье», в районе Эмиля и Таргабатая и являвшегося «киргизским объединением правого и левого крыла».
Т. Акеров сделал вывод (на основе сведений из Маджму ат-Таварих), что улус Анга Торе был кыргызским. Анга-торе правил чериками, кыргыз-кыпчаками Каркырахана. Черики играли важную роль в улусе, нежели кыргыз-кыпчаки. В эпоху Анга-торе его власть также распространялась и на другой кыргызский улус — Салучи-Булгачи. Также Т. Акеров отмечал, что улус Салучи-Булгачи был кыргызско-канглийским, а улус Анга Торе — кыргызским.

## Устройство улуса

### Значения «эль» и «улус»
В письменных источниках наряду с употреблением таких определений, как эль и улус булгачи, эль булгачи, эль барин, эль и улус джете, то есть наряду с обозначением людей определённого племени (или всего государства) через его этническое имя, широко употреблялось и определения эля и улуса по принадлежности его тому или иному представителю феодально-племенной аристократии: эль и улус Хизр-Ходжа-оглана, эль и улус эмира Камар ад-Дина дуглата, эль Енге-тора, то есть этнический коллектив, группа людей находилась в феодальной зависимости от того или иного эмира (бека).
Эль (иль) — этно-политический термин, этно-административный термин, обозначающий коллектив людей и равнозначный племени или союзу племён, народу. Улус — более крупная этно-политическая группировка (союз племён), составлявшая у кочевников удел представителей правящей династии, иногда термин улус равнозначен термину государство (например, улус Чагатая, улус Джучи, улус могулов).

### Правители
| № | Имя       | Начало правления | Конец правления | Происхождение        |
| - | --------- | ---------------- | --------------- | -------------------- |
| 1 | Анга-торе | 1370-е           | 1389            | племянник Хаджи-бека |

### Комментарии
1. ↑  Впервые название «Улус Анга-торе» встречается в персоязычной исторической хронике XVI века — Маджму ат-Таварих.
2. ↑  Термин «Улус-и Могул» был тюрко-персидским переводом монгольского выражения «Монгхол Улус», которым могулы с гордостью называли себя. Хотя и нет собственных свидетельств, точно указывающих, когда они приняли этот термин, похоже, что уже в 1410-х годах этот термин получил широкое распространение. Посланник династии Мин Чэнь Чэн, посетивший Могулистан и Мавераннахр в 1413, 1416 и 1420 годах, упомянул «монгольское племя (Менггу Було) в Бешбалыке». Посланник тимуридов также пишет об «Ал-и Могул» в своём отчёте. Похоже, «Ал-и Могул» и «Менггу Було» соответствуют «Монгхол Улус». Могулы использовали это выражение не потому что осознавали, что образуют отдельное или частичное государство, произошедшее от Чагатайского улуса, а потому, что гордились своей монгольский традицией и легитимностью. Падение империи Юань в 1368 году, возможно, усилило это чувство, о чём свидетельствует письмо Анга-торе и Намун-гуркана, называвших своё государство «Йеке Улус» (Великая империя).
3. ↑  Название горы Могол можно найти в сочинении Джамала ал-Карши «ал-Мулхакат бис-сурах», где он пишет, что «Мугул — это название горы на северной стороне города Худжанд».

### Книги
- Акеров Т. А. «Маджму ат-Таварих» как исторический источник (Полный перевод, анализ и комментарии). — Бишкек: Учебно-Научно-Производственный Комплекс «Международный Университет Кыргызстана» Кафедра «Социально-Гуманитарных Наук», 2017. — 348 с. — ISBN 978-9967-32-289-9. Архивировано 24 сентября 2024 года.
- Караев О. К. Чагатайский улус. Государство Хайду. Могулистан. Образование кыргызского народа. — Бишкек: Кыргызстан, 1995. — 160 с. Архивировано 28 сентября 2023 года.
- Пищулина К.А. Юго-Восточный Казахстан в середине ХІV – начале ХVІ веков (вопросы политической и социально-экономической истории). — Алма-Ата: «НАУКА» Казахской ССР, 1977. — 289 с. Архивировано 24 сентября 2024 года.
- Upshur, Jiu-Hwa; Terry, Janice J; Holoka, James P; Cassar, George H; Goff, Richard. World History: Before 1600: The Development of Early Civilizations (англ.). — Cengage Learning, 2011. — Vol. 1. — P. 431—432.
- Starr, S. Frederick. (недоступная ссылка) Xinjiang: China's Muslim Borderland. — M.E. Sharpe, 2004. — С. 45—47. — ISBN 0-7656-1317-4.

### Статьи
- Hodong Kim. The Early History of the Moghul Nomads: The legasy of the Chaghatai Khanate (англ.) // Brill. — 2000. Архивировано 22 сентября 2024 года.
- Дархан Жумагалиев. «Маджму ат-таварих» как источник сведений об исторических деятелях улуса Чагатая и Моголистана // Oriental Studies. — 2023. Архивировано 24 сентября 2024 года.
- Сабитов Ж.М., Акеров Т. А. Сведения Маджму ат-таварих об истории кыргызов // Global Turk. — 2017. Архивировано 22 сентября 2024 года.

### Энциклопедии
- Енге-торе // Казахстан. Национальная энциклопедия. — Алматы: Қазақ энциклопедиясы, 2005. — Т. 2. — С. 240. — ISBN 9965-9746-3-2.